# Sina Fuchs
Sina Fuchs (* 28. September 1992 in Lüdinghausen) ist eine deutsche Volleyballspielerin.

## Karriere
Sina Fuchs spielte in der Jugend Volleyball beim SC Union 08 Lüdinghausen und wechselte 2006 zum USC Münster. Dort stand die Außenangreiferin seit 2009 im Bundesligakader. 2009 wurde sie auch mit der deutschen Jugend-Nationalmannschaft Sechste bei den U17-Europameisterschaften. Nach einem Kreuzbandriss im August 2010 musste Sina Fuchs ein dreiviertel Jahr pausieren. Im Januar 2013 verletzte sie sich erneut am linken Knie und konnte erst 2014 wieder spielen. 2017 wechselte Fuchs zum Ligakonkurrenten 1. VC Wiesbaden, mit dem sie 2018 das DVV-Pokalfinale erreichte. In der Saison 2019/20 spielte sie beim spanischen Erstligisten CV Alcobendas und 2020/21 in Ungarn bei Fatum Nyíregyháza, mit dem sie das nationale Double gewann. 2021 kehrte Fuchs zurück in die deutsche Bundesliga und war eine Saison bei NawaRo Straubing aktiv. 2022 wurde sie vom Ligakonkurrenten VC Neuwied 77 verpflichtet. 2023 wechselte Fuchs in die 2. Bundesliga Pro zu Schwarz-Weiss Erfurt. Im Januar 2024 wurde sie vom deutschen Rekordmeister SSC Palmberg Schwerin verpflichtet, mit dem sie im April deutsche Vizemeisterin wurde.